# Hospital de Huaycán

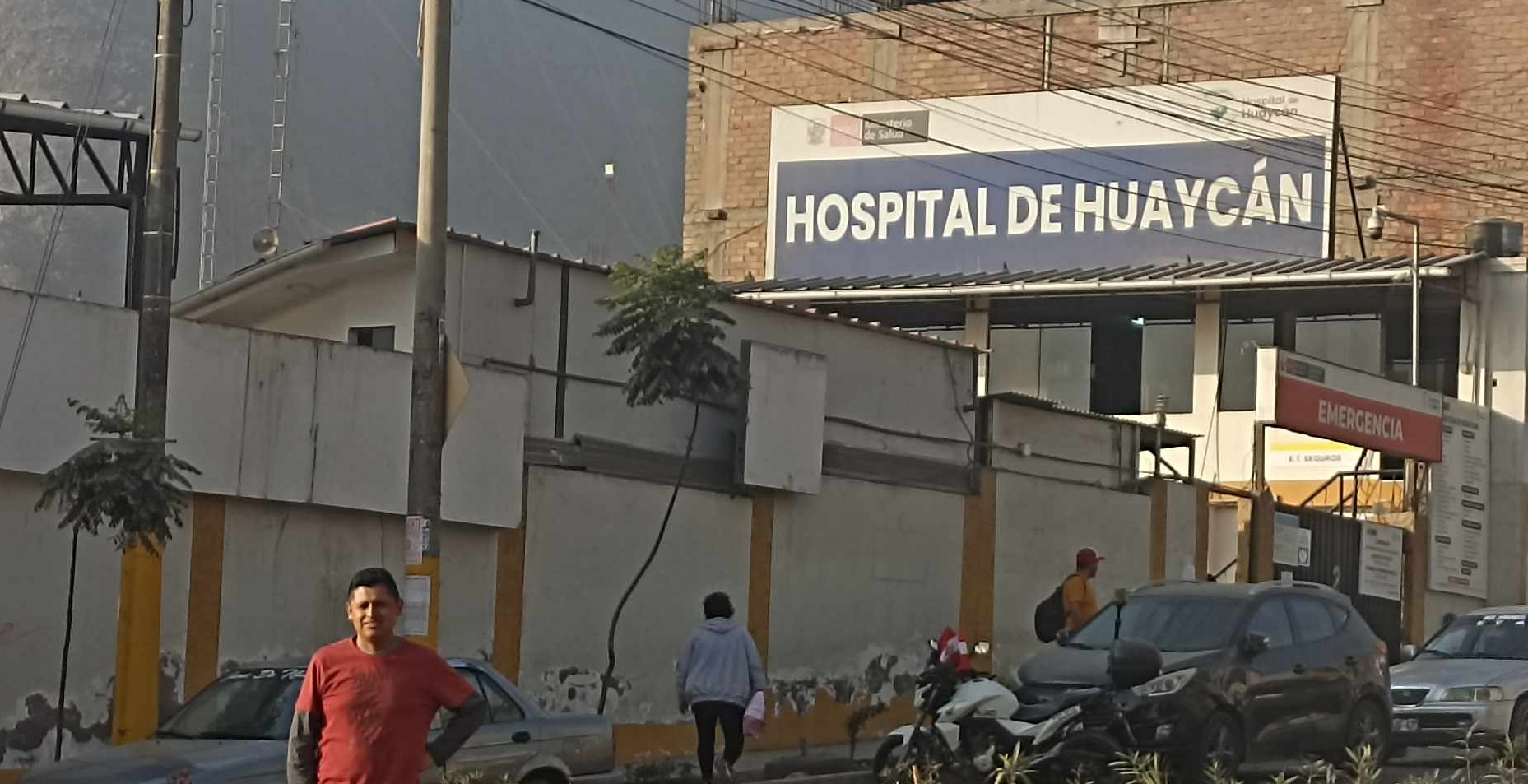
Imagen de la puerta de emergencia

Hospital de Huaycán es un centro hospitalario público peruano situado en Huaycán, Ate. Es administrado por el Ministerio de Salud del Perú (Minsa). El director del hospital es el doctor Carlos Antonio Sarmiento Amao.

## Historia
En septiembre de 1984 se crea el Puesto de Salud de Huaycán. En septiembre de 1986 se inaugura el Centro de Salud de Huaycán. En 1994 el presidente Alberto Fujimori inaugura el Centro Materno Infantil. En marzo de 1996 se construye el Comedor y Triaje de Pediatría. En enero de 1998 el Hospital se hace responsable de los Puestos de Salud Horacio Zevallos y Señor de Los Milagros. En agosto de 2003 el Hospital sube a categoría de Hospital de Baja Complejidad I.

## Ubicación
Está ubicado en la avenida Av. José Carlos Mariátegui S/N Zona "B" en Huaycán, Ate, al lado del colegio N.° 1245 José Carlos Mariátegui, cerca al Ovalo Santa Rosa.

## Consultorios
- Medicina general[7]
- Consultorio de obstetricia
- Gineco obstetricia[7]
- Consulta de ginecología
- Pediatría[7]
- Psicología[7]
- Psiquiatría
- Oftalmología
- Traumatología
- Otorrinolaringología
- Cardiología
- Epidemiología
- Urología
- Gastroenterología
- Neurología
- Cirugía
- Nutrición
- Consulta odontologíca
- Neumología
- Emergencia pediatría
- Emergencia cirugía
- Emergencia traumatología
- Emergencia medicina general
- Emergencia ginecología
- Emergencia gineco obstetricia
- Emergencia oftalmología
- Medicina interna
- Consulta medicina física y rehabilitación
- Evaluación del alumno viaje promoción
- Interconsultas por especialidad
- Interconsulta servicio preventivo